# بخش ساران
بخش ساران (به انگلیسی: Saran division) یک منطقهٔ مسکونی در هند است که در بیهار واقع شده‌است. بخش ساران ۹٬۸۱۹٬۳۱۱ نفر جمعیت دارد.